# Saremo felici
Saremo felici è un film italiano del 1989 diretto da Gianfrancesco Lazotti.

## Distribuzione
Il film è stato distribuito nel 1989 dalla Penta Distribuzione, Vivideo e Cecchi Gori Home Video per l'edizione in VHS, mentre è ancora inedito in DVD.